# Grad Znojmo
Grad Znojmo je grad v mestu Znojmo, ki je zgodovinsko mesto na Moravskem, Češka.

## Zgodovina
Kjer so pozneje zgradili grad, so našli bronaste ostanke iz 4. tisočletja pr. n. št. Prostor je bil očitno starodavno kultno mesto in ni bilo naključje, da so ga izbrali za gradnjo utrdbe.
Grad Znojmo je bil sprva lesena struktura, ki jo zgradil Bretislav I. Přemysl, češki vojvoda. Dokončan je bil okrog leta 1080. Zamenjal je stari grad. Nad dolino Granice je krepil obrambo proti avstrijskim napadalcem vzdolž reke Dyje. Prav tako je grad nadzoroval trgovsko pot, ki je vodila iz Avstrije čez Kravjo goro in dolino Dyje na sever. Z novega gradu je bilo mogoče nadzorovati dolino reke in okolico. V prvi polovici 12. stoletja je bil grad zanemarjen zaradi sporov med češkimi in moravskimi Přemyslidi. Iz tistega časa so našli kovnico denarja. Leta 1140 je bil lesen grad oblegan in uničen.
Proti koncu 12. stoletja je bil grad obnovljen, tokrat v kamnu, okrepljen z debelimi stenami in obdan z globokim jarkom. Postal je sedež moravskega grofa Konrada Ota in Henrika Vladislava. Vhod v grad je varoval osmerokotni stolp, imenovan roparski stolp (češko  loupežnická věž), ki je zaradi malomarnosti propadel ob koncu 19. stoletja (1892).
Kraljevo mesto Znojmo je ustanovil kralj Otokar I. Češki in grad je postal trdnjava v mestu, povezan je bil z mestnim obzidjem in imel močno posadko vojakov.
Pogosto so ga obiskovali češki vladarji, ki so potovali iz Češke v Avstrijo. Bil je prizorišče številnih diplomatskih pogajanj. Leta 1335 je kralj Jan Luksemburški priredil poročni obred za svojo hčerko Ano, ki se je poročila z avstrijskim vojvodom Otom IV. Veselyjem.
Med husitskimi vojnami je bil grad v podporo kralju in pozneje cesarju Sigismundu Luksemburškemu, ki je umrl leta 1437 v Znojmu. Od druge polovice 15. stoletja se je kralj na gradu pogosto ustavil in ga nato odkupil. V letih 1529–1530 je tukaj živela kraljica Marija, vdova Luiza Jagelonski. Med turškimi napadi je bil grad v precej slabem stanju, zato ga je mestna oblast popravila. Leta 1630 ga je poškodoval požar.
Pomen gradu Znojmo se je zmanjšal ob koncu 17. stoletja, ko je turško nevarnost odvrnil Evgen Savojski, tedaj je bil že na pol v ruševinah. Rimsko-nemški cesar Jožef I. Habsburški je grad popravil leta 1710.
Z odlokom cesarja Jožefa I. iz leta 1709 je bil vrnjen del gradu kot fevd grofov Deblin. Sprednji del gradu z rotundo, roparski stolp in hlevi so bili prodani lokalnim prebivalcem in preurejeni v mestno pivovarno, v kateri so delali pivo Hostan. Deblínovi so staro grajsko palačo z jarkom porušili in v letih 1711–1721 zgradili nov baročni dvorec s svečanim dvoriščem s pogledom na dolino reke Dyje. Dvorec stoji še danes. Ko je leta 1784 grof Jožef Deblin umrl brez moškega dediča, je grad prešel nazaj na cesarja.
V celotnem 19. stoletju se je stavba uporabljala kot občasna vojašnica in vojaška bolnišnica. Leta 1910 in del leta 1922 je bila stavba deblínskega gradu prilagojena za muzej mesta Znojmo. Vhodna dvorana gradu je bila okrašena s freskami iz leta 1720, ki jih je naredil Jan Michael Fisée (1686–1732). V špaletah oken so prikazani portreti čeških kraljev, v medaljonih pod kupolo pa habsburški vladarji od 15. stoletja naprej. Figure žensk v kupoli predstavljajo alegorijo svornosti in slave Češke.
Edini ostanek gradu iz časa Přemyslidov, ki se uporablja, je romanska rotunda device Marije in svete Katarine, katere notranjost je prekrita s freskami iz 11. stoletja. Prikazujejo svetopisemske prizore in prizore iz življenja Přemyslidov.